# Guadeloupe Télévision
Pour les articles homonymes, voir GTV.
Guadeloupe Télévision (ou GTV en abrégé), anciennement TCI Guadeloupe puis La Une Guadeloupe est une ancienne chaîne de télévision généraliste privée commerciale mixte française de proximité diffusée dans le département d'outre-mer de la Guadeloupe.

## Histoire de la chaîne

### TCI (1991-1995)
En décembre 1991, la Guadeloupe compte alors six chaînes de télévision, les deux chaînes publiques RFO 1 et RFO 2 et quatre chaînes privées pirates, Télé Caraïbes International (TCI), Canal 10, Archipel 4 (ex-KTV5)  et Éclair TV.
Pour assainir la situation, le CSA procède à un appel à candidatures visant à implanter deux chaînes privées en Guadeloupe et, après avis consultatif du conseil régional, autorise le 5 juin 1992 TCI à émettre légalement, mais cette dernière n'utilisera sa licence de diffusion guadeloupéenne que quatre ans plus tard.
TCI s'est très vite retrouvée en difficulté financière face à un marché publicitaire antillais très étroit, ne dépassant pas les 120 millions de francs, et dont l'essentiel des ressources est capté par RFO. De plus, la chaîne, dotée d'un capital très morcelé, se propose de diffuser essentiellement des programmes de TF1 qu'elle se fait exclusivement expédier par satellite au tarif prohibitif de 170 francs la minute. TCI souhaite faire une télévision régionale diffusant sur la Guadeloupe, la Martinique et la Guyane française afin de mutualiser les coûts, mais aucun accord n'ayant jamais été trouvé, les économies d'échelle attendues ne se sont pas produites. La chaîne est en redressement judiciaire dès 1995 et son audience s'effondre à 9 % au profit de la concurrence. Durant cette même année, TCI Guadeloupe prend le nom de La Une Guadeloupe, en référence à la grande chaîne nationale qu'est TF1.

### La Une Guadeloupe (1995-2010)
La Une Guadeloupe est autorisée par le CSA le 17 janvier 1998, mais dès 2000, la chaîne perd de l'audience, donc des recettes publicitaires, face à CanalSat Caraïbes qui reprend l'intégralité des programmes de TF1 et M6, mais aussi de la chaîne musicale MCM. La Une Guadeloupe dépose son bilan en janvier 2000 face à une dette de 13 millions de francs pour un chiffre d'affaires annuel de 15 millions et est placée sous le contrôle d'un administrateur judiciaire tout en poursuivant son activité. Une première vague de licenciement concerne douze salariés de la rédaction et de la production qui quittent l'antenne, la situation se détériore encore et les productions locales s'éteignent progressivement entre 2004 et 2005, faute de moyens.
À la suite de la décision du 17 janvier 2002 de ne pas reconduire, hors appel aux candidatures, l'autorisation attribuée à TCI Guadeloupe, le CSA lance le 26 février 2003, un appel aux candidatures portant sur les zones de La Basse-Terre et de La Grande-Terre (4 fréquences) en Guadeloupe. Après audition des candidats (La Une Guadeloupe, Éclair TV, Canal 10 et TV Magick) et au vu de l'avis du conseil régional, le Conseil a retenu, le 9 mars 2004, la candidature de la société TCI. Après conclusion de la convention correspondante, l'autorisation de La Une Guadeloupe à utiliser une fréquence est renouvelée le 19 octobre 2004 pour une période de cinq ans à compter du 5 février 2005.
Les directions se succèdent, les rédacteurs en chef aussi. Fin 2006 début 2007, une nouvelle vague de licenciements prive la Une de huit de ses salariés. Les chiffres ne sont toujours pas bons. Le chiffre d'affaires de près de 2,5 millions d'euros en 2003, chute de plus de 50 % et tombe à un million d'euros en 2006, les dettes s'élevant à 1,8 million d'euros. Des projets d'investissement en matériel, d'amélioration du fonctionnement de la régie publicitaire, entre autres, sont proposés pour relancer la machine.
Le 3 mars 2010, les employés de La Une Guadeloupe entament un mouvement de grève pour réclamer le paiement de leurs salaires non versé depuis trois mois et l'amélioration de leurs conditions de travail. La chaîne de télévision privée cesse alors d'émettre et son PDG, José Gaddarkhan, décide de déposer le bilan le 14 avril. La liquidation judiciaire est finalement prononcée le 20 mai avec poursuite de l’activité. Le 2 septembre 2010, le Tribunal de Commerce de Pointe-à-Pitre attribue un contrat de location-gérance à La Nouvelle Société TCI-La Une Guadeloupe, soutenue par la SAGIPAR, le fonds d’investissement de la Région. Seuls cinq des onze salariés sont repris.

### GTV (2010-2013)
Après huit mois d'écran noir, la chaîne qui se veut à la fois un miroir de la Guadeloupe, une fenêtre sur le monde, un média de grande qualité et une entreprise rentable, reprend ses émissions le 15 décembre 2010 avec six salariés de l'ancienne structure sous le nouveau nom de Guadeloupe Télévision (ou GTV).
Le lundi 22 avril 2013, les actionnaires, BUT, Groupe André Saada, Groupe Loret, Semsamar, Région Guadeloupe (par l’intermédiaire de son fonds d’investissement, la SAGIPAR), Marie-Paule Bélénus et Pierre Fabbri, ont refusé de mettre une nouvelle fois au pot lors de la dernière assemblée générale provoquée par l'administrateur judiciaire, Me Segard. GTV est donc mise en liquidation jeudi 25 avril 2013, après trois ans d'activités en trompe-l'œil. La conséquence des pertes cumulées depuis la création de l’entreprise, fin 2010 (deux millions d'euros), sans réelle réflexion sur la viabilité d'une nouvelle chaîne locale de télévision, dans un marché trop petit.

### L'après-GTV (2013 à nos jours)
Le 26 juin 2013, le CSA lance un appel pour un service de télévision locale en haute définition opérant en Guadeloupe, puis adopte un projet de convention. Le projet dit Karukéra TV (ou KTV), financé par le Conseil régional de la Guadeloupe a été validé par le CSA le 23 avril 2014 et a été par conséquent amené à prendre le canal autrefois occupé par GTV. Cette nouvelle chaîne de télévision s'identifie comme une chaîne généraliste, avec une grosse part offerte à l'information de proximité, grâce à des productions locales, mais aussi à l'ouverture sur le reste de la Caraïbe, grâce à des partenariats avec des télés présentes dans le reste de la zone pour offrir une meilleure visibilité de cette grande région dans laquelle nous vivons. Il s'agira, non seulement de la toute première chaîne de télévision locale d'Outre-Mer à émettre en haute définition (HD), mais aussi de l'ensemble du territoire français.
En janvier 2014, un article de France-Antilles (édition Martinique) révèle que le CSA a décidé d'accorder une fréquence à une chaîne de télévision privée locale destinée à remplacer GTV et que la chaîne de télévision Martiniquaise ATV était prête à lancer une déclinaison pour la Guadeloupe.
Le 25 mars 2014, la nouvelle fut confirmée lorsque la chaîne ATV Guadeloupe, déclinaison d'ATV diffusée en Martinique depuis 1993, débarque sur CanalSat Caraïbes. Mais elle ne commencera à émettre ses programmes qu'à la mi-avril de cette même année. C'est donc ATV Guadeloupe qui remplace en premier GTV sur le satellite.
Le 7 novembre 2014, le projet de la chaîne Karukéra TV fut rebaptisé Alizés Guadeloupe et cette nouvelle chaîne est officiellement lancée le 27 janvier 2015 sur CanalSat Caraïbes et sur Numéricable. Elle est diffusée à partir d'octobre de la même année sur la TNT locale (chaîne n° 12) et par la suite sur la télé d'Orange. Le PDG de la nouvelle chaîne, Robert Moy, qui a auparavant dirigé  RFO Guadeloupe (devenue depuis Guadeloupe 1ère) de 2002 à 2004 déclare que c'est une chaîne locale de proximité. Cette dernière propose également des émissions des chaînes nationales que sont TF1 et M6, ainsi que de l'info et des séries. De plus, un accord de partenariat a été conclu avec la radio locale Zouk & News dirigée par Philippe Vidal.

## Identité visuelle

Logo de La Une Guadeloupe du 17 janvier 1995 au 30 avril 2000
Logo de La Une Guadeloupe du 1er mai 2000 au 29 novembrve 2010
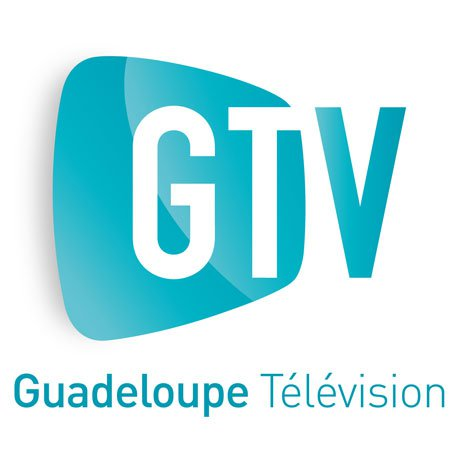
Logo de Guadeloupe Télévision du 15 décembre 2010 au 26 avril 2013

## Organisation

### Dirigeants
Présidents Directeurs généraux :
- José Gaddarkhan : 11/12/1991-02/09/2010
- Marie-Paule Bélénus-Romana : 30/11/2010-26/04/2013

### Capital
Le capital de Télé Caraïbes International Guadeloupe (TCI Guadeloupe) s'élève à de 248 000 euros détenu par José Gaddarkhan, CFVE, Général Bazar Bricolage SARL et Delta Ingenierie Antilles SARL.
À partir du 2 septembre 2010, La Une Guadeloupe est éditée par la Nouvelle Société TCI-La Une Guadeloupe qui est majoritairement déténue par la Région Guadeloupe par le biais de la SAGIPAR (Société Antilles-Guyane d'Investissement et de Participation), Loret Telecom, la société Vaïtilingon, la SEMSAMAR de Marie-Paule Bélénus-Romana, la société ACE de Jean-Paul Fischer et Trace TV.

## Programmes
La Une Guadeloupe proposait à l'origine 60 % de programmes nationaux rachetés aux chaînes nationales métropolitaines privées TF1 et M6 et 40 % de productions locales (économie, sport, culture, tourisme, politique etc.).
La grille des programmes de GTV comprenait essentiellement des fictions, de la rediffusion d'émissions locales, de l'information ainsi que des programmes sélectionnés à partir des grilles des chaînes nationales privées TF1, M6 et BFM TV proposés à des horaires adaptés aux téléspectateurs guadeloupéens. Un accord de mutualisation avait été signé avec les chaînes privées ATV en Martinique et ATG en Guyane pour l'achat de programmes en syndication.

### Émissions (du temps de GTV)
- GTV News : Journal local quotidien diffusé chaque soir à 19h. Rediffusion en fin de soirée et le lendemain en début de matinée.
- GTV News Hebdo  : Rétrospective de l'actualité de la semaine
- La météo : Bullein météo quotidien de GTV
- À la recherche de Miss Guadeloupe pour Miss France : Docu-réalité sur l'élection de Miss Guadeloupe en vue de sa qualification pour celle de Miss France
- Echo €co : Magazine sur l'économie locale
- C Mécanik : Magazine de l'automobile présenté par l'ancien pilote de rallye et journaliste Éric Pommier
- GTV Boutik : Magazine de télé-achat
- GTV Ciné : Magazine du cinéma
- Les Grands Dossiers de GTV : Magazine d'information sur divers faits de société en Guadeloupe
- Pozé Kozé : Émission de débat
- Shaka Spirit : Magazine sur les sports extrêmes (notamment le surf et la planche à voile)
- Daily Buzz : Magazine sur les tendances Internet ou dans les médias
- Guilly Guilly : Divertissement présenté par l'aninmateur et chanteur Chicanos
- Té Péyi : Magazine de découvertes
- Le Sénat  : Magazine politique
- Ki Jan Twouvèy'? : Émission à sketches de la troupe comique du même nom

### Anciennes émissions (La Une Guadeloupe, 1995-2010)
- Niouz(ou Gwadactu ou Le 19H) : le journal télévisé de La Une Guadeloupe, diffusé de mars 1997 à mars 2010.
- An lanné pasé : Retour sur l'actualité locale de l'année écoulée (en créole dans la tranche d'information Gwadactu et en français lors de ses diffusions le 31 décembre). Diffusée de 2001 à 2003.
- Invité à la Une : Magazine présenté par le journaliste Philippe Chanlot durant lequel une personnalité locale (politique, économie, etc.) est interviewée par ce dernier. Diffusé de 2005 à 2006.
- Le Journal Politique : Magazine politique présenté par Philippe Chanlot de 2003 à 2006.
- Show Time : Magazine culturel hebdomadaire local diffusé entre 2007 et 2009.
- Kaw Ka Di : Micro-trottoir durant lequel les Guadeloupéens sont interrogés sur l'actualité locale (diffusé dans la tranche d'information Gwadactu de 2001 à 2010)
- Pawol 5é4 : Magazine présenté par Guy Norbert (de 2001 à 2002), Murielle Barlagne (de 2002 à 2003), Dominique Mirval (de 2003 à 2006) et Nadhyn (de 2006 à 2009)
- Focus : Magazine sur les tendances de consommation diffusé de 2008 à 2010.
- Totalement Foot : Magazine du football local présenté par Rudy Zorobabel. Diffusion les lundis en fin de soirée de 1995 à 1997.
- Totalement Sport : Magazine sportif hebdomadaire présenté par Rudy Zorobabel et diffusé les lundis soir de 1997 à 2000.
- Le Quotidien du Sport : Magazine quotidien du sport local diffusé du lundi au vendredi et présenté par Rudy Zorobabel en 1999-2000.
- Sport : Magazine sportif quotidien présenté par Joël Sainsily et diffusé du lundi au vendredi dans la tranche d'information Gwadactu de 2001 à 2002.
- Fous de Foot : Magazine de débriefe sur les matches de foot diffusés sur La Une Guadeloupe présenté par Joël Sainsily. Diffusion de 2002 à 2006.
- Plein Pot : magazine des sports mécaniques présenté par l'ancien pilote automobile et journaliste Éric Pommier de 2001 à 2004, puis de 2007 à 2009.
- Plan d'O : magazine de la mer présenté par Éric Pommier de 2002 à 2004.
- Tour à Tour : Journal du Tour Cycliste de la Guadeloupe diffusé de 1998 à 2000.
- Velo 2 Max : Magazine du cyclisme local diffusé en alternance avec Plein Pot le mercredi soir de 2001 à 2002.
- La Une Éco : magazine économique présenté par Murielle Barlagne de 2002 à 2004.
- La Une Agricole : magazine sur l'agriculture présenté par Nathalie Davillé de 2002 à 2004.
- Istwa An Nou : magazine sur l'histoire de la Guadeloupe, présenté (en créole) par l'historien Raymond Gama de 2002 à 2004.
- Com.Une : magazine de découvertes sur les communes de la Guadeloupe présenté par Lucia Boulai de 2002 à 2004.
- Auto ... Route : magazine sur les routes de Guadeloupe présenté par Guy Norbert, puis par Éric Pommier en alternance avec Plein Pot de 2002 à 2004.
- Le Forum : émission de débat présenté par Philippe Chanlot de 2003 à 2004.
- Le Journal Économique : émission de débat sur l'économie locale présenté par Dominique Mirval de 2003 à 2004.
- En Direct de la Région : magazine réalisé avec la collaboration du Conseil Régional de la Guadeloupe. Diffusé de 2003 à 2004, puis de 2005 à 2006.
- En direct du Département : magazine réalisé avec la collaboration du Conseil Général (ou départemental) de la Guadeloupe. Diffusé de 2003 à 2004, puis de 2005 à 2006.
- Cha M'Amuse : émission pour enfants, présentée par Cha-Cha, ainsi qu'Ali et Aïsha Sahaï (pendant les vacances de juillet-août 2003). Diffusion de juillet 2003 à février 2004.
- Géné Ado : magazine pour ados présenté par Raïssa Gussie, puis par Malika de 2003 à 2004
- Mizik : magazine musical hebdomadaire présenté par Jimmy Pierrot de juillet 2003 à mars 2004.
- Les Trouvailles d'Emma : Magazine de consommation présenté par Emma Boecasse de 2004 à 2006.
- Ca Presse : magazine d'information quotidien présenté par Dominique Mirval de 1997 à 1999.
- Plein Écran : magazine politique présenté par Dominique Mirval de 1997 à 2000.
- M'Zik'Lip : classement quotidien des meilleurs tubes diffusés sur les radios et télévisions locales, diffusé en 2008-2009 présenté par Jules-Henri Danabé alias

"Little Bigman"
- Clap à la Une : magazine du cinéma (sortie, coulisses, etc.) présenté par Elza. Diffusion de 1996 à 1999.
- L'A1 NRJ News : magazine musical hebdomadaire réalisé avec la collaboration de NRJ Antilles et présenté par des animateurs de NRJ Guadeloupe comme Michel Salbot (1997-98) et J.C. et Sophie Perlade (1998-99). Diffusion en simultanée sur La Une Guadeloupe et NRJ Guadeloupe les samedis après-midi  et rediffusion les mercredis après-midi de 1997 à 1999
- ToToTo : Magazine quotidien sur différents thèmes avec démonstrations de danse ou de chants en fin d'émission. Présentée par Nadhyn de 2004 à 2005.
- Télé Mode : Magazine de 5 minutes sur la mode diffusé en 2003.
- Auto...Info : magazine de 5 minutes sur les nouveautés de l'automobile présenté par Gilbert de 2003 à 2006.
- Des Hommes... Une entreprise : Magazine de 5 minutes parlant des entreprises guadeloupéennes. Diffusion de 2004 à 2006.

## Diffusion
La Une Guadeloupe puis Guadeloupe Télévision furent diffusées sur le réseau analogique hertzien UHF SÉCAM K’ du département via trois émetteurs TDF (canal 32 de l'émetteur de Basse-Terre la Citerne, 53 de l'émetteur de Morne-à-Louis et 43 de l'émetteur de Deshaies Piton Sainte-Rose) qui ont tous été éteints le 29 novembre 2011 vers 10 h, date du passage définitif de la Guadeloupe au tout numérique terrestre.
Guadeloupe Télévision était diffusée dans le département de la Guadeloupe sur le second canal du multiplex ROM1 de la TNT sur douze émetteurs TDF (Basse-Terre La citerne sur le canal 36, Bouillante Village sur le canal 25, Deshaies Piton Sainte-Rose sur le canal 40, Deshaies Pointe Ferry sur le canal 36, Petit-Bourg Morne-à-Louis sur le canal 48, Pointe-à-Pitre Arnouville sur le canal 25, Saint-Claude Matouba sur le canal 26, Vieux-Habitants Morne Claire Fontaine sur le canal 30, Vieux-Habitants Morne Surelle sur le canal 37, Capesterre-de-Marie-Galante Le Haut du Morne sur le canal 37, La Désirade Morne Cybèle sur le canal 37 et Les Saintes Château d'eau sur le canal 21) au standard UHF PAL MPEG-4 et au format 16/9 SDTV depuis le 15 décembre 2010.
La Une Guadeloupe fut diffusée par satellite sur le chaîne no 14 de CanalSat Caraïbes du 8 septembre 2007 à fin 2010, où elle fut supprimée à la suite de l'arrêt de ses émissions. Guadeloupe Télévision est reprise sur CanalSat Caraïbes (canal no 21, puis canal no 26) et sur la TV d'Orange Caraïbe (canal no 30).
Elle était aussi diffusée par câble sur Numericable et par télévision IP sur Box Mediaserv et OnlyBox.